# Astracantha gummifer
Astracantha gummifer es una  especie de planta herbácea perteneciente a la familia de las leguminosas. Se encuentra en Asia y Medio Oriente.

## Distribución y hábitat
Es una planta herbácea perennifolia que se distribuye por Irak, Líbano, Siria y Turquía.

## Taxonomía
Astracantha gummifer fue descrita por  (Labill.) Podl. y publicado en Mitteilungen der Botanischen Staatssammlung München 19: 12, en el año 1983.
Etimología
Astragalus: nombre genérico derivado del griego clásico άστράγαλος y luego del Latín astrăgălus aplicado ya en la antigüedad, entre otras cosas, a algunas plantas de la familia Fabaceae, debido a la forma cúbica de sus semillas parecidas a un hueso del pie.
gummifer: epíteto latíno que significa "que lleva goma"
Sinonimia
- Astragalus gummifer Labill.
- Astragalus gummifera Labill.
- Astragalus rayatensis Eig[5]